# Coleophora halophilella
Coleophora halophilella — вид лускокрилих комах родини чохликових молей (Coleophoridae).

## Поширення
Вид поширений в помірному поясі Європи. Присутній у фауні України.

## Опис
Розмах крил до 14 мм.

## Спосіб життя
Гусениці живуть у чохликах завдовжки до 6 мм. Живляться насінням солончакової айстри звичайної (Tripolium pannonicum).